# Кил (река)
Кил (англ. Keele) — река на Северо-Западных территориях (Канада), левый приток реки Маккензи. Река названа в честь картографировавшего её в 1907—1908 годах геолога Джозефа Кила, но среди коренного населения региона, горных дене, известна как Бегадее (Begádéé, дословно — «галечная река»).
Берёт начало на склонах хребта Селуин в 32 км к северу от озера О’Грейди, вблизи от границы Северо-Западных территорий и территории Юкон, у линии водораздела между бассейнами Тихого и Северного Ледовитого океанов. Высота истока над уровнем моря — 1401 м. От истока течёт на северо-запад до места впадения реки Натлы, в верхнем течении представляет собой мелководный и быстрый горный поток, северо-западнее которого проходит заброшенная трасса Кэнол.
При общей длине 410 км расстояние от места впадения Натлы до места впадения самого Кила в реку Маккензи составляет 288 км. Большую часть этого отрезка русла Кил протекает между гор Маккензи, но на расстоянии 80 км от устья выходит на низменную равнину, окружающую реку Маккензи. Русло часто ветвится, часто встречаются галечные отмели. В горной части ширина русла от 200 до 400 м, максимальные глубины свыше 3 м, скорость течения до 8 км/ч, после выхода на равнину отмели и галечные перекаты попадаются чаще, река разливается на ширину до 1 км и замедляется до скорости 5 км/ч. Впадает в Маккензи на высоте 410 м над уровнем моря. Помимо Натлы, впадающей в Кил справа (с юга), в него впадают ещё четыре значительных реки (Цичу, Интга, Экви и Твитья — все слева) и множество мелких речек и ручьёв. Общая площадь водосборного бассейна — около 19 тыс. км².
После слияния с Натлой Кил проходим для каноэ, но только в направлении устья: движению в обратную сторону препятствует быстрое течение. Коренное население региона исторически использовало реку для спуска с гор к Маккензи.